# Julio Aguilar
Julio Ramón Aguilar Franco (La Pastora, Caaguazú; 1 de julio de 1986) es un futbolista paraguayo. Juega de delantero y su equipo actual es el Atyrá de la Segunda División de Paraguay.

## Trayectoria
Se inició en el 12 de Octubre de la ciudad de Itauguá, Paraguay, con el cual quedó como subcampeón de goleo en el Torneo de Apertura 2008 de la Primera División. Este logro le posibilitó emigrar con rumbo a México en donde jugó para el club Tigres de la UANL, hasta el Clausura 2009. En julio, fue transferido al Tigre de la Primera División de Argentina. Cuando restaban escasos días para el cierre del año regresó a su país para incorporarse al Olimpia. En 2014 militó en el Club Social y Deportivo Municipal de Guatemala.

## Clubes
| Club                      | País      | Año         |
| ------------------------- | --------- | ----------- |
| 12 de Octubre             | Paraguay  | 2008        |
| Tigres de la UANL         | México    | 2008 - 2009 |
| Tigre                     | Argentina | 2009        |
| Olimpia                   | Paraguay  | 2010        |
| Rubio Ñu                  | Paraguay  | 2010        |
| Independiente CG          | Paraguay  | 2011        |
| Paços de Ferreira         | Portugal  | 2011        |
| Sol de América            | Paraguay  | 2013 - 2014 |
| Municipal                 | Guatemala | 2014        |
| 3 de Febrero              | Paraguay  | 2012        |
| Capiatá                   | Paraguay  | 2015        |
| Técnico Universitario     | Ecuador   | 2015        |
| General Díaz              | Paraguay  | 2016 - 2017 |
| Club Atlético Boca Unidos | Argentina | 2017        |
| Guaireña Fútbol Club      | Paraguay  | 2018        |
| Atyrá                     | Paraguay  | 2021        |